# Kōjō no Tsuki

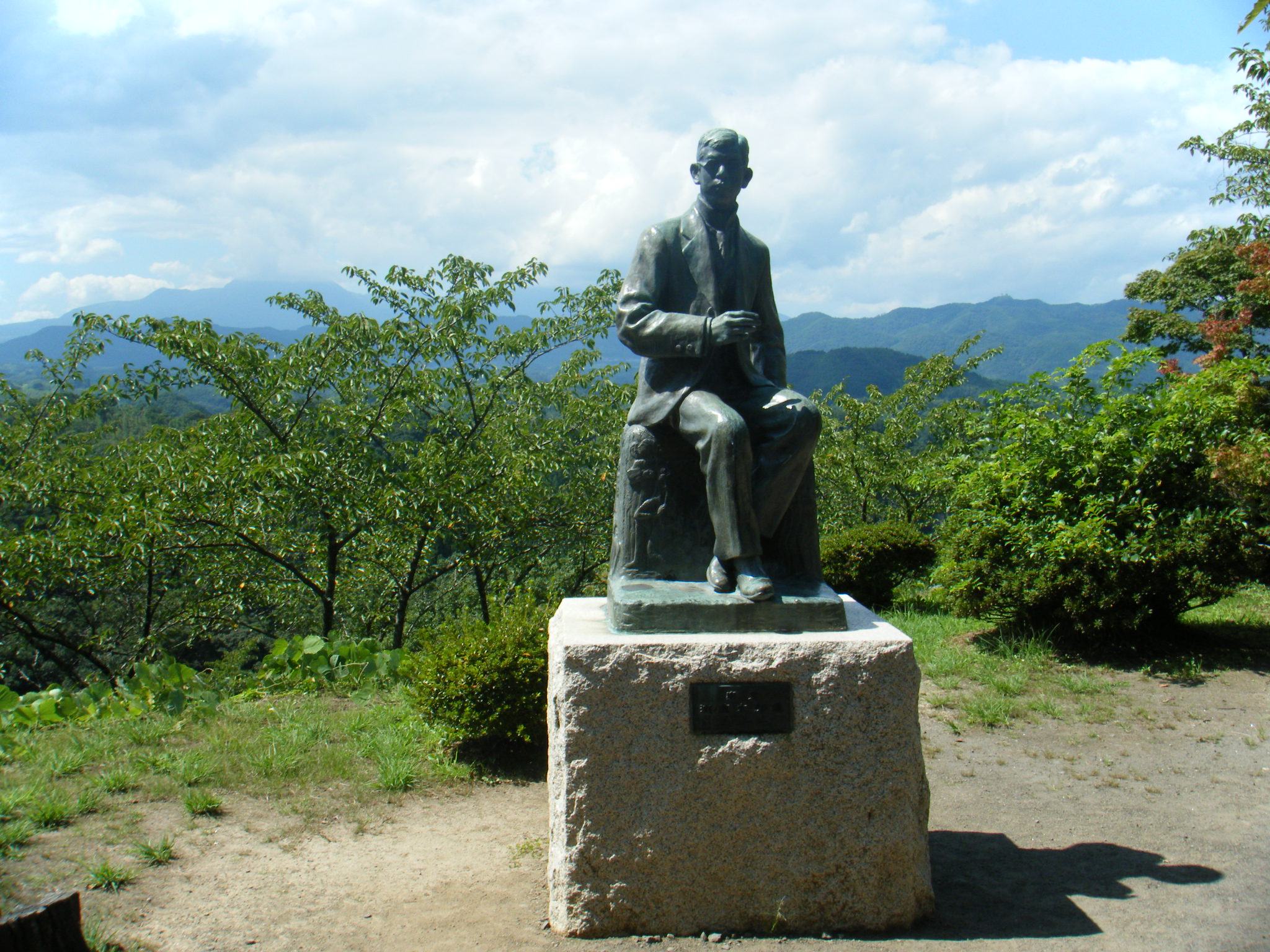
Statuia lui Rentarō Taki la Castelul Oka

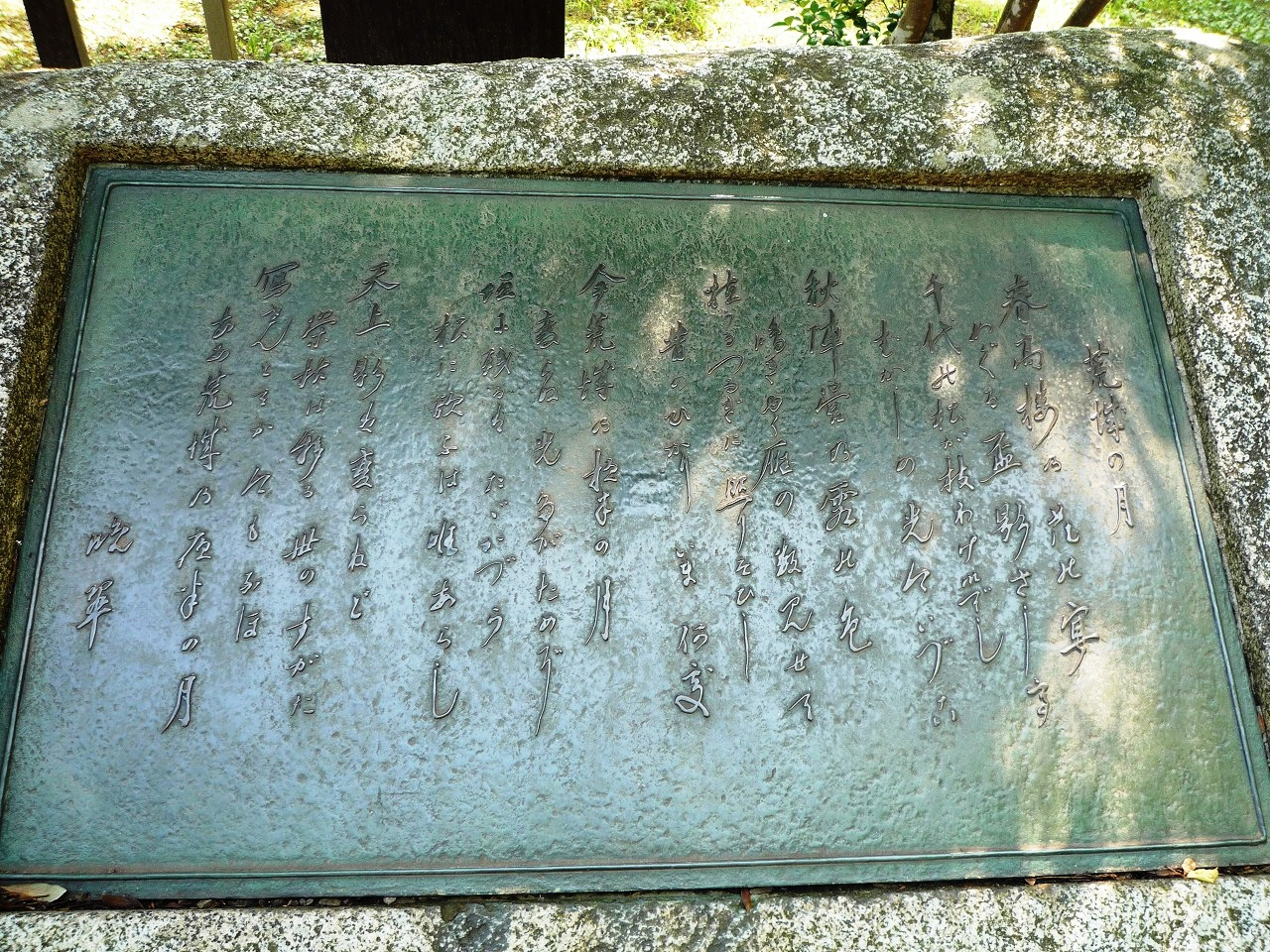
Monumentul liric al melodiei "Kōjō no Tsuki" la Castelul Aoba

„Kōjō no Tsuki” ( 荒城 の 月 , lit. „Luna peste castelul ruinat” ) este o melodie japoneză scrisă în perioada Meiji.
Pianistul și compozitorul japonez Rentarō Taki a compus melodia ca piesă de lecție de muzică fără însoțire instrumentală în 1901. Piesa a fost inclusă în cântecul pentru elevii de liceu Junior. Muzica cântecului a fost inspirată din ruinele Castelului Oka, în timp ce versurile, scrise de Bansui Doi, au fost inspirate din ruinele Castelului Aoba și ale castelului Aizuwakamatsu.

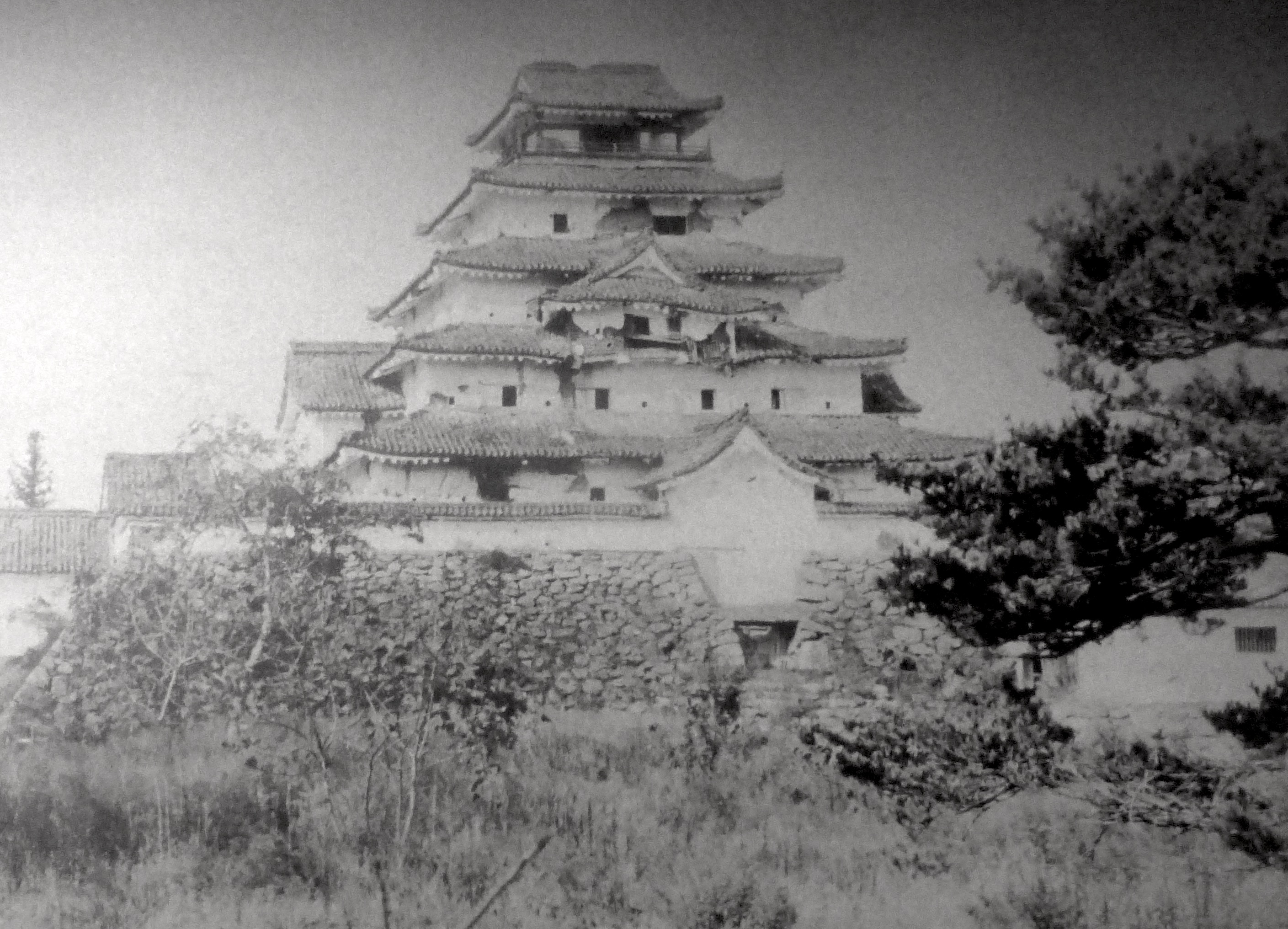
Tensura originală a castelului Aizuwakamatsu (1868), Aizuwakamatsu, Prefectura Fukushima

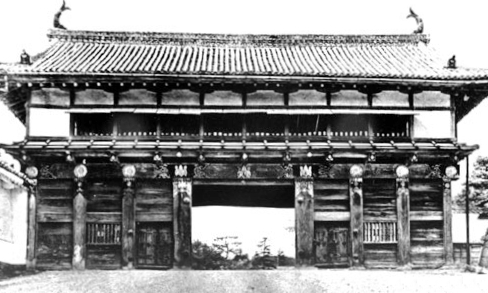
Castelul Aoba, Sendai (1938). A fost distrusă prin bombardarea de la Sendai în 1945.

Versiunea originală a melodiei lui Taki este o melodie în cheie minoră, dar versiunea în nostalgicul Re Minor a lui Kosaku Yamada este de asemenea populară ca melodie însoțită. Versiunea originală a piesei Taki folosește Mi♯ pe a doua bară, dar versiunea modernă folosește de obicei Mi natural probabil pentru că versiunea originală nu se potrivea cu muzica tradițională japoneză.
Cântărețul tenor japonez Yoshie Fujiwara și-a pus cântecul melodiei pe un disc în 1925. A fost primul cântăreț japonez care a popularizat melodia în întreaga lume. 
Un aranjament de jazz a fost înregistrat de Thelonious Monk sub titlul "Japanese Folk Song" pe albumul său din 1967 Straight, No Chaser. Această versiune poate fi auzită în filmul La La Land, deoarece unul dintre personajele principale încearcă să-l memoreze și să-l cânte.
Piesa a fost cântată și înregistrată în direct sub forma unei balade puternice de către trupa germană de heavy metal Scorpions, în timpul unui concert la Nakano Sun Plaza din Tokyo. A fost lansat pe albumul lor live Tokyo Tapes din 1978. Versiunea trupei a fost una dintre piesele rare care a urmat destul de bine versiunea inițială a lui Taki.  Această melodie a fost interpretată și de Yngwie Malmsteen în timpul turneului Alcatrazz Japonia din 1984. O înregistrare în direct a performanței sale la Sun Plaza Tokyo a fost lansată pe DVD-ul „Metallic Live” al lui Alcatrazz. Takeshi Terauchi & Blue Jeans, o trupă japoneză, a înregistrat un rock instrumental coperta piesei „Kojo no Tsuki” din albumul lor Let's Go Blue Jeans.
Piesa a fost cântată în direct de cântăreața japoneză de enka Kiyoshi Hikawa în 2008. 
În august 2012, Jackie Evancho a înregistrat piesa în limba japoneză ca piesă bonus la lansarea japoneză a albumului Songs from Silver Screen. 

## Moștenire
În 1998, asteroidul 8957 Koujounotsuki a fost numit după cântec.